# Louis Daquin
Louis Daquin (Calais, 30 maggio 1908 – Parigi, 2 ottobre 1980) è stato un regista, sceneggiatore e attore francese.

## Biografia
Ha presentato in concorso al Festival di Cannes Una donna ha tradito (Patrie) nel 1946 e I cardi della pianura (Ciulinii Baraganului) nel 1958.
Tra gli altri, diresse Il viaggiatore d'Ognissanti (1943), da un romanzo di Georges Simenon.

## Filmografia

### Regista
- Le joueur, co-regia di Gerhard Lamprecht (1938)
- Nous les gosses (1941)
- Il viaggiatore d'Ognissanti (Le voyageur de la Toussaint) (1943)
- Madame et le mort (1943)
- Premier de cordée (1944)
- Una donna ha tradito (Patrie) (1946)
- Les frères Bouquinquant (1948)
- Le point du jour (1949)
- Il vendicatore folle (Le parfum de la dame en noir) (1949)
- Maître après Dieu (1951)
- Bel Ami (1955)
- I cardi della pianura (Ciulinii Baraganului) (1958)
- Les arrivistes (1960)
- La foire aux cancres (Chronique d'une année scolaire) (1963)

### Attore
- Léa l'hiver (1971)
- L'agression (1973)
- L'affare della Sezione Speciale (Section spéciale) (1975)
- En l'autre bord (1978)
- Mais où et donc Ornicar (1979)

### Produttore
- Les Copains du dimanche, regia di Henri Aisner (1958)